# Soling

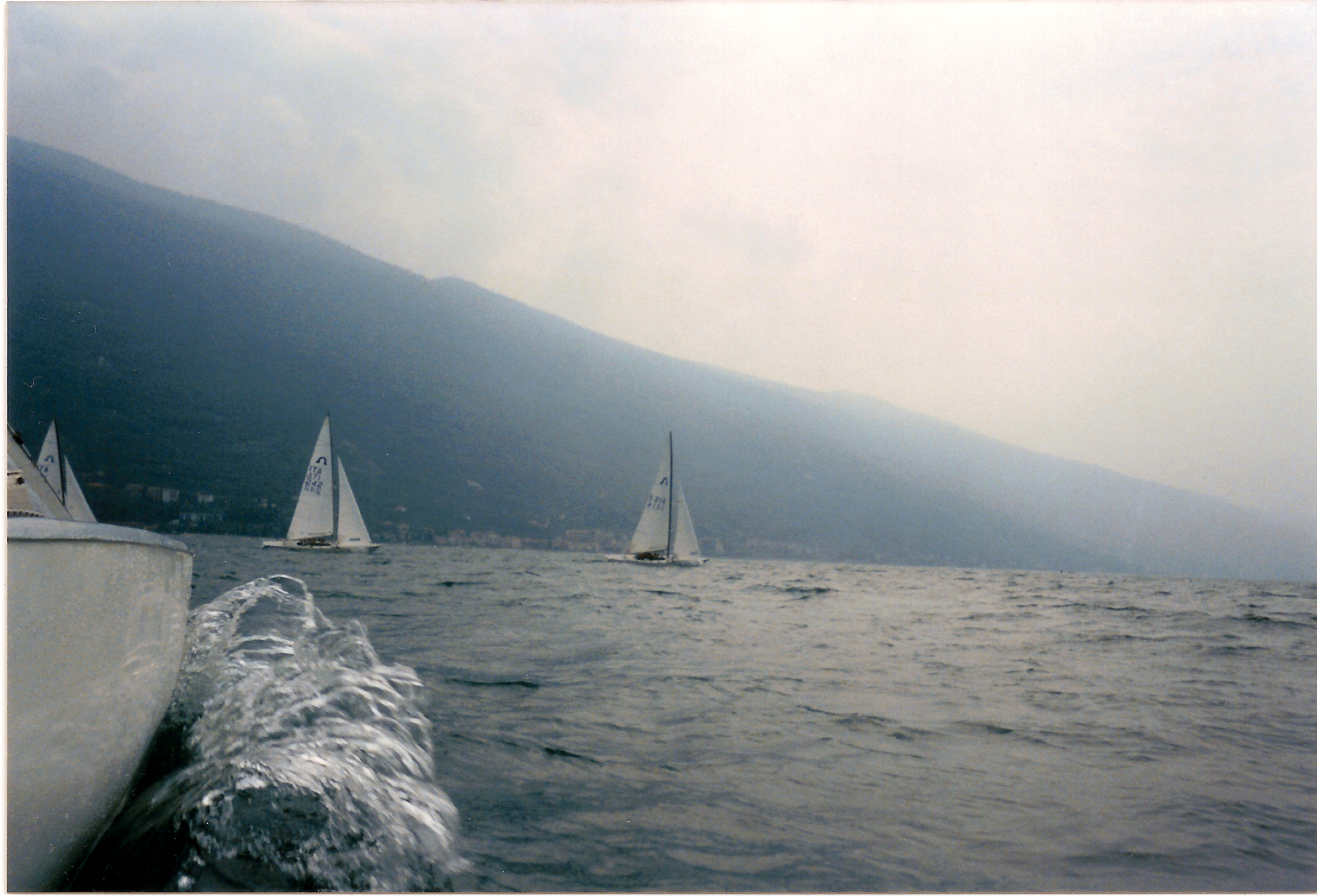
Vista da fuoribordo durante una regata

Il Soling  è un'imbarcazione a vela progettata nel 1967 dal norvegese Jan Herman Linge. L'imbarcazione fa parte delle Classi internazionali annoverate dalla Federazione Internazionale della Vela (ISAF).
Classe Olimpica dal 1972 al 2000, è stata la prima ad assegnare dal '92 al 2000 la medaglia con la formula del Match Race. Dopo una lunga carriera olimpica, alle Olimpiadi di Atene 2004 ha dovuto cedere il passo all'Yngling, barca molto simile e considerata più adatta ad equipaggi femminili, viste anche le minori dimensioni.
Dopo un breve periodo successivo alla perdita dello status olimpico la flotta italiana si era ridotta drasticamente; ora sembra essere in crescita sia dal punto di vista numerico che qualitativo grazie anche alla presenza di tre gruppi molto attivi: uno a Lovere sul Lago d'Iseo, uno a Castiglione della Pescaia (GR) ed uno a Marina di Grosseto (GR)  alla Scuola Vela del Circolo Nautico Maremma  presso il Porto della Maremma.
A partire dal 2008 il Soling è stato inserito tra le classi partecipanti ai Vintage Yachting Games. Questa nuova manifestazione (inaugurata proprio nel 2008) vuole porsi come alternativa alle Olimpiadi per quelle barche che una volta appartenevano alle Classi Olimpiche. Infatti è un evento quadriennale che si svolge proprio nell'anno dei Giochi olimpici. L'edizione 2012 si è tenuta in Italia, sul Lago di Como.

## Caratteristiche tecniche
Una delle caratteristiche principali del Soling è quella di essere sottoinvelato, per lo meno fino a quando non viene issato lo spinnaker. Questo dettaglio consente agli equipaggi di governare facilmente la barca anche in condizioni di vento forte e, unita alla quasi inaffondabilità (ottenuta grazie alla presenza di tre compartimenti stagni), rende questa imbarcazione molto adatta ad affrontare condizioni anche molto dure.
Un'alta caratteristica, che rende questa barca molto apprezzata, è la sua capacità di stringere il vento nell'andatura di bolina. Questo consente di risalire più facilmente il vento, percorrendo meno strada tra una boa e l'altra. Un'altra andatura in cui questa barca riesce a dare il meglio di sé è il lasco.

## Storia
Jan Herman Linge, designer norvegese, concepì l'idea di un nuovo tipo di barca a chiglia da regata nonostante stesse compiendo del lavoro di ricerca in vasca per le Olimpiadi del 1960.
Nella sua mente risultò evidente che uno scafo con un minor dislocamento, una chiglia corta e sottile e con la pala del timone separata avrebbe avuto una maggior velocità potenziale. Se prodotto in massa usando vetroresina a un prezzo ragionevole era inoltre ovvio che avrebbe consentito a più persone di godere del divertimento dato da questa barca.
Più o meno nello stesso periodo, Linge fu affiancato da Sverre Olsen, dirigente del cantiere Holmen, che si stava preparando a finanziare il progetto e con cui decise di costruire un prototipo in legno. Il nome Soling fu scelto come combinazione dei due nomi: SO da Sverre Olsen e LING da Linge. Con un po' di immaginazione si può anche riconoscere l'unione della O e della L nel logo.
Questo prototipo fu testato da Linge e Finn Ferner (poi diventato membro a vita dell'International Soling Association - ISA) durante il 1964. Furono effettuati parecchi esperimenti con cambio di piano velico, timone e posizione della chiglia, prima che fossero soddisfatti e sicuri che il progetto fosse buono e che valesse veramente gli ulteriori investimenti necessari per la produzione. Gli stampi vennero finalmente prodotti nel 1965 e i primi 5 Soling in vetroresina furono pronti per il 1966.
Da quel momento l'IYRU inviò inviti per una regata internazionale di selezione per la nuova barca a chiglia con tre membri di equipaggio da trasformare in classe internazionale. Queste selezioni si sarebbero tenute a Kiel lo stesso autunno. Il Soling fu ammesso anche se non avrebbe avuto nessuna possibilità di battere barche molto più grandi e molto più invelate. In media, infatti, era circa un metro più corto, con circa il 20% di superficie velica in meno e il suo dislocamento totale era inferiore al peso della zavorra nella chiglia degli avversari. Ma Linge voleva dimostrare la sua teoria: "Una persona può divertirsi molto in regata anche con una barca più piccola ed economica".
Le regate di Kiel si disputarono con vento forte e tutti si sorpresero di vedere il Soling stringere costantemente il vento e scendere più velocemente di ogni altra imbarcazione nel lato di poppa. Nonostante non avesse vinto neanche una regata, emerse come la "bella del ballo" perché arrivò per due volte seconda e non si disonorò mai. In seguito a un confronto dopo circa 50 miglia di regata, infatti, il Soling risultò essere solo il 2.5% più lento della barca più veloce della flotta e il commento di qualcuno fu: "Le avversarie non sono di certo 2000$ più veloci!" La giuria decise di raccomandare nuove selezioni per l'anno seguente, dove i giudici avrebbero dovuto tenere in considerazione anche il costo della barca e del trasporto su strada.
Durante l'inverno 1966-67 furono costruite circa 60 barche e iniziarono a formarsi flotte in Scandinavia, Gran Bretagna e Stati Uniti. Il Soling fu anche adottato come monotipo dalla Scandinavian Yacht Racing Union. Sempre in questo periodo furono nominati i primi costruttori autorizzati prima negli Stati Uniti e poi in Australia e Canada.
Nel 1967 furono organizzate nuove selezioni a Travemünde. Un paio di nuove barche si unirono alla flotta, e anche un Dragone e un 5.5 si iscrissero con lo scopo di confrontarsi con le aspiranti Classi Internazionali. Il risultato finale fu che il Soling fu raccomandato all'IYRU come nuova classe velica internazionale.
Fu quindi istituito un comitato di avvio per l'International Soling Class Association e, durante la riunione IYRU del 1967, al Soling fu ufficialmente assegnato lo stato di Monotipo Internazionale. La crescita della classe fu molto soddisfacente e si formarono Associazioni Nazionali di Classe in molti paesi.
Durante la stagione 1968 c'erano circa 300 Soling che gareggiavano in giro per il mondo. Il primo Campionato Europeo si tenne a Copenaghen con 25 iscritti. Anche un ex Presidente ISA, Geert Bakker, prese parte a questo primo Europeo, e dopo 6 regate concluse secondo, alle spalle del norvegese Per Spilling. Nel corso della riunione IYRU del 1968 il Soling fu scelto come Classe Olimpica per i Giochi del 1972.
Il primo Campionato Mondiale Soling si tenne a Copenaghen nel 1969. Si registrarono 97 iscritti da 17 diverse nazioni e il danese Paul Elvstrøm divenne il primo campione del mondo della Classe.
Nel 1969 il Campionato Europeo fu organizzato a Sandhamn (Svezia) con 46 iscritti da 11 nazioni e fu vinto dallo svedese Arved von Gruenenwald.
Da allora furono costruiti centinaia di Soling da 12 diversi costruttori autorizzati in giro per il mondo e furono istituite nuove Associazioni Nazionali in 20 diversi paesi.

## Olimpiadi
- Olimpiadi di Monaco di Baviera 1972 - Melges-Bentsen-Allen(USA)
- Olimpiadi di Montréal 1976 - Hoj Jensen-Bandolowski-Hansen(DEN)
- Olimpiadi di Mosca 1980 - Hoj Jensen-Bandolowski-Hansen(DEN)
- Olimpiadi di Los Angeles 1984 - Haines-Trevalyan-Davis(USA)
- Olimpiadi di Seoul 1988 - Schümann-Flach-Jäkel(GER)
- Olimpiadi di Barcellona 1992 - Bank-Secher-Seier(DEN)
- Olimpiadi di Atlanta 1996 - Schümann-Flach-Jäkel(GER)
- Olimpiadi di Sydney 2000 - Bank-Blakskjaer-Jacobsen(DEN)

## Vintage Yachting Games
- Medemblik 2008 - Rudy den Outer-Leo Determan-Ronald den Arend (NED)
- Lago di Como 2012 - Igor Yushko, Sergiy Pichugin, Dmitriy Yarmolenka (UKR)
- Hellerup 2018 - Den Outer-De Lange-Helmhout (HUN)

## Campionati del mondo
- Copenaghen 1969 - Paul Elvstrøm (DEN)
- Sydney 1974 - Paul Elvstrøm (DEN)
- Chicago 1975 - Buchan William (USA)
- Hanko 1977 - Glenn Dexter
- Rio de Janeiro 1978 - Gastao Brun
- Visby 1979 - R. Haines (USA)
- Anzio 1981 - Vicent Brun (USA)
- Perth 1982 - Bethwaite(AUS)
- San Francisco 1983 - Robbie Waines (USA)
- Lago di Garda 1984 - Bandolowski
- Sarnia 1985 - Curtis (USA)
- Kiel 1987 - Nauck (DDR)
- Medemblik 1990 - Marc Bouet (FRA)
- Rochester 1991 - Larry Klein (USA)
- Cadice 1992 - Schumann (GER)
- Phalaron 1993 - Bououris (GRE)
- Helsinki 1994 - M. Doreste (ESP)
- Kingston 1995 - L. Doreste (ESP)
- Punta Ala 1996 - Shaiduko (RUS)
- Rungsted 1997 - Rogers (AUS)
- Milwaukee 1998 - G. Shaiduko (RUS)
- Melbourne 1999 - Stig Westergaard (DEN)
- Murcia 2000 - Jeff Madrigali (USA)
- San Isidro 2001 - Gustavo Warburg (ARG)
- Marblehead 2002 - Bill Abbott (CAN)
- Balatonfüred 2003 - Sergey Pichuguin (UKR)
- Porto Alegre 2004 - Gustavo Warburg (ARG)
- Castiglione della Pescaia 2005 - Roman Koch (GER)
- Annapolis 2006 - Hans Fogh (CAN)
- San Isidro 2007 -  George Nehm (BRA)
- Castiglione della Pescaia 2008 - Bostjan Antoncic (SLO)
- Toronto 2009 - Bill Abbott (CAN)
- Porto Alegre 2010 - Roman Koch (GER)
- Prien am Chiemsee 2011 - Peter Hall (CAN)
- Milwaukee 2012 - Peter Hall (CAN)
- Balatonalmádi 2013 - Litkey Farkas (HUN)
- Punta del Este 2014 - Peter Hall (CAN)
- Castiglione della Pescaia 2015 - Litkey Farkas (HUN)
- Kingston 2016 - William Abbot (CAN)
- Muiden 2017 - Litkey Farkas (HUN)
- Buenos Aires 2018 - Gustavo Warburg (ARG)

## Campionati europei
- Copenaghen 1968 - Per Spilling (NOR)
- Sandhamn 1969 - Arved von Gruenenwald (SWE)
- KarlShamm 1987 - Schaiduko (RUS)
- Portorose 1993 - Schumann (GER)
- Vilamoura 1994 - Schumann (GER)
- Troon 1997 - Schumann (GER)
- Attersee am Attersee 2001 - Christian Binder (AUT)
- Castiglione della Pescaia 2002 - Carl Auteried (AUT)
- Torbole 2003 - Balazs Gyenese (HUN)
- Tønsberg 2004 - Markus Schneeberger (AUT)
- Medemblik 2005 - Roman Koch (GER)
- Balaton 2006 - Sergey Pichuguin (UKR)
- Arendal 2007 -  Bostjan Antoncic (SLO)
- Balaton 2008 - George Wossala (HUN)
- Lovere 2009 - Roman Koch (GER)
- La Trinitè 2010 - George Wossala (HUN)
- Attersee am Attersee 2011 - Uwe Steingroß (GER)
- Aarhus 2012 - Gustavo Warburg (ARG)
- Castiglione della Pescaia 2013 - Igor Yushko (UKR)
- Saint-Pierre-Quiberon 2014 - Uwe Steingross (GER)
- Berlino 2015 - Jochen Schuemann (GER)
- Traunsee 2016 - Christian Binder (AUT)
- Riva del Garda 2017 - Litkey Farkas (HUN)
- Alsóörs 2018 - Sándor Varjas (HUN)

## Campionati Italiani
- 1969 - Cosentino-capri-Napoleone
- 1970 - Coccoloni-Cecconi-Patrone
- 1971 - Milone-Gargano-Oliviero
- 1972 - Coccoloni-Trani-Tadini
- 1973 - Albarelli-Di Martino-Guidotti
- 1974 - Albarelli-Di Martino-Guidotti
- 1975 - Scala-Bonvicini-Petrocchi
- 1976 - Orlandi-Randazzo-Niederbrucker
- 1977 - Porta-Scaramucci-Zanasi
- 1978 - Dotti-Ghirlandi-Basso
- 1979 - Bolens-Bolens-Guidotti
- 1980 - Milone-Mottola-Klinkerberger
- 1981 - Bolens-Bolens-Guidotti
- 1982 - Milone-Mottola-Klinkerberger
- 1983 - Lamaro-Romano-Dalla Vecchia
- 1984 - Marino-Cristaldini-Bottini
- 1985 - Favini-Di Natale-Passoni
- 1986 - Favini-Di Natale-Passoni
- 1987 - Favini-Di Natale-Passoni
- 1988 - Ciferri-Ravarotto-Mondani
- 1989 - Favini-Di Natale-Marelli
- 1990 - Favini-Di Natale-Marelli
- 1991 - Favini-Di Natale-Marelli
- 1992 - Favini-Di Natale-Marelli
- 1993 - Santella-Vigna-De Vita Lovere
- 1994 - Fornelli-Bortoletto-Di Capua
- 1997 - Celon-Celon-Sommariva
- 1998 - Cian-Colaninno-Fornelli
- 1999 - Chieffi-Grassi-Viale
- 2001 - Tognozzi G.-Donati-Galli
- 2002 - Maffezzoli-Maffezzoli-Maffezzoli Torbole
- 2003 - Tognozzi G.-De Mari-Ori Castiglione della Pescaia
- 2004 - Carducci-Genna-Ferraro Castiglione della Pescaia
- 2005 - Torboli-Meoni-Consolati Acquafresca
- 2006 - Tognozzi M.-Maramai-Carotti Lovere
- 2007 - Maffezzoli-Maffezzoli-Maffezzoli Castiglione della Pescaia
- 2008 - Maffezzoli-Maffezzoli-Maffezzoli Acquafresca
- 2009 - Tognozzi M.-Piccioni-Carotti Riva del Garda
- 2010 - Maffezzoli-Maffezzoli-Maffezzoli Bellano
- 2011 - Rossi-Minola-Sgorbati Lovere
- 2012 - Maffezzoli-Maffezzoli-Maffezzoli Riva del Garda
- 2013 - Cadei-Bortolotti-Cadei Lovere
- 2014 - Maffezzoli-Maffezzoli-Maffezzoli Castiglione della Pescaia
- 2015 - Maffezzoli-Maffezzoli-Maffezzoli Torbole
- 2016 - Armellini-Papini-Armellini Bellano
- 2017 - Maffezzoli-Maffezzoli-Maffezzoli Lovere
- 2018 - Puthod-Kostner-Benedetti Bellano
- 2019 - Tognozzi M.-Haraldsen-Pisaneschi Castiglione della Pescaia